# Philipp Prosenik
Philipp Prosenik (Viena, Austria, 1 de marzo de 1993) es un futbolista austriaco. Se desempeña como delantero y juega en el Floridsdorfer AC. Su padre, Christian Prosenik, fue un futbolista que militó en el Rapid Viena.

## Biografía
Es hijo del exjugador Christian Prosenik.

## Trayectoria
Philipp comenzó su carrera futbolística en el Rapid Viena de la Bundesliga de Austria. En 2009, el Chelsea logró su contratación, habiéndole ganado la partida a equipos como el AC Milan, la Juventus FC, o el Bayern Múnich. Philipp decidió unirse al Chelsea debido a la política educativa del club, junto con su desarrollo futbolístico.
Philpp tuvo un buen comienzo con el equipo juvenil, luego de haber anotado goles durante la pretemporada. Sin embargo, durante la temporada 2009-10, las lesiones lo han marginado de las canchas. Al haber iniciado la temporada, Philipp sufrió una conmoción cerebral, lo que le causó pérdida de la memoria, además de problemas en la rodilla y en el menisco, lo que lo ha mantenido fuera de acción durante varios meses.
El último día del mercado de pases de invierno 2012 el Milan lo adquirió a título definitivo.

## Selección
- Ha sido internacional con las selecciones Sub-21, Sub-19, Sub-17 y Sub-16 en 31 ocasiones anotando 13 goles.

## Clubes
| Club                   | País       | Año         |
| ---------------------- | ---------- | ----------- |
| SK Rapid Viena         | Austria    | 2008 - 2009 |
| Chelsea FC             | Inglaterra | 2009 - 2011 |
| AC Milan               | Italia     | 2011 - 2013 |
| SK Rapid Viena         | Austria    | 2013 - 2018 |
| Wolfsberger AC(cedido) | Austria    | 2016 - 2017 |
| SV Ried                | Austria    | 2018        |
| SV Mattersburg         | Austria    | 2018 - 2019 |
| Floridsdorfer AC       | Austria    | 2019 - Act. |